# Jan Witteveen
Jan Witteveen (Stavoren, 29 maggio 1947) è un ingegnere olandese.
Ha preso parte, sia come ingegnere che come pilota, a diversi campionati motoristici, sia nazionali che internazionali, ottenendo numerose vittorie. Noto principalmente per la sua attività ingegneristica, è riconosciuto come il più autorevole interprete di motori a due tempi della sua generazione: ha legato la sua carriera all'Italia dove le moto da lui progettate per marchi quali Gilera, Cagiva e Aprilia, spaziando dall'enduro, al motocross e alla velocità, hanno messo assieme un palmarès di 40 titoli mondiali.

## Biografia
L'attività progettuale, incentrata quasi esclusivamente su motori a due tempi, e agonistica molto intensa è costellata di vittorie, mentre come pilota ha gareggiato nelle classi 125 e 250 utilizzando i propri motori, ma era troppo irruente nella guida e per tale motivo cadeva troppo frequentemente.
La maggior parte del suo lavoro da ingegnere ha riguardato i motori a 2 tempi. La sua carriera iniziò nel 1970 alla Sachs, nell'allora Germania Ovest, come progettista di motori monocilindrici due tempi per cilindrate da 50 ai 250 cm³. Successivamente nel 1974 venne promosso a responsabile ricerca e sviluppo dei propulsori da competizione e partecipò come pilota, fino al 1976, anche alle competizioni di motocross ed enduro. L'anno precedente aveva partecipato al suo primo campionato e ottenuto la sua prima vittoria, alla "Sei Giorni" dell'Isola di Man con una Hercules-DKW, altro marchio del gruppo Sachs, da 175 cc.

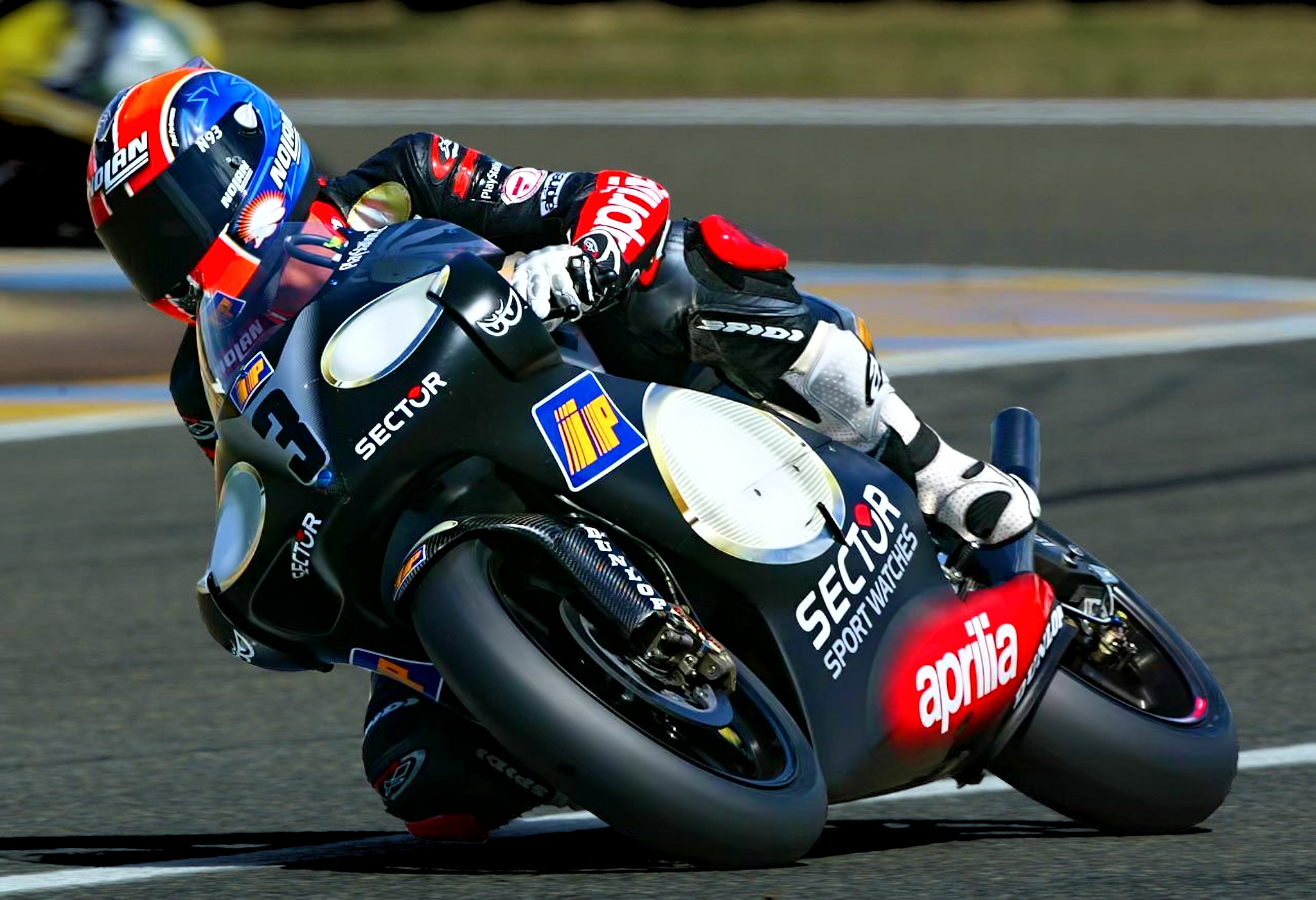
La RSV 250 progettata da Witteveen: qui nella versione 2002 portata al titolo iridato della classe 250 da Marco Melandri.

Dal 1976, dopo l'avventura alla Sachs arrivò in Italia dove divenne direttore tecnico dell'azienda Simonini, con la quale nel '78 vinse il campionato italiano di motocross. Nello stesso anno venne chiamato dalla Gilera e vi rimase fino al 1983, con lo scopo di rifondare il reparto corse che era stato chiuso ormai da dieci anni. Gli sforzi intrapresi permisero al marchio di Arcore di ottenere un titolo italiano nelle 125 e il secondo posto nel mondiale motocross nel 1982 grazie a Corrado Maddii, oltre a portarla a sperimentare in gara una innovativa 125 bicilindrica. Sempre nel biennio 1978-1979, in contemporanea ai campionati off-road con Gilera, partecipò ai campionati di velocità su pista con la Adriatica-Bimota nella classe 250, inizialmente utilizzando un motore in parallelo, ma poi passò a un'architettura a "V" con alberi controrotanti; la base di questo progetto verrà poi utilizzata anche per le future quarto di litro Aprilia del motomondiale.
Nel 1983 venne chiamato alla Cagiva come responsabile del reparto corse per le competizioni su sterrato, inizialmente per lo stesso marchio di Varese, ma poi con l'acquisizione della svedese Husqvarna nel 1988, solo per quest'ultimo, il tutto ottenendo diversi titoli mondiali di motocross. Desideroso di concentrarsi sulle competizioni velocità, ma non trovando sbocchi in tal senso all'interno della casa varesina, nel 1989 accettò la proposta di Aprilia che lo mise a capo del proprio reparto corse. A Noale, puntando sulla soluzione tecnica di un bicilindrico a disco rotante, i prototipi progettati da Witteveen fecero incetta di vittorie nel motomondiale per il successivo quindicennio, totalizzando 23 titoli iridati grazie a piloti quali, tra gli altri, Max Biaggi, Loris Capirossi e Valentino Rossi. Al termine del 2004 non proseguirà la sua carriera ingegneristica all'interno del team veneto, ma si limiterà al ruolo di consulente nei vari progetti.
Una volta chiusa l'esperienza in Aprilia, nell'immediato lavorò come libero professionista. Nel 2008 partecipò al progetto, inizialmente in modo attivo, per poi fornire solo le componenti, di un team cinese inizialmente chiamato Maxtra, poi Haojue, che debuttò l'anno seguente nella classe 125 del motomondiale, senza terminare la stagione: il progetto era caratterizzato da un motore con la peculiarità del cilindro pendente verso il basso, mentre il telaio era stato sviluppato dalla Harris Performance Products. Nel 2010 divenne direttore tecnico del team italo-cinese JiR in Moto2.
Nel 2019 approdò alla Fantic Motor, nell'ambito del rilancio dello storico marchio italiano ad opera di vari elementi ex Aprilia.